# Tjålmakjaure (Jokkmokks socken, Lappland, 735503-165093)
Tjålmakjaure är en sjö i Jokkmokks kommun i Lappland och ingår i Piteälvens huvudavrinningsområde. Sjön har en area på 0,089 kvadratkilometer och ligger 551,1 meter över havet. Tjålmakjaure ligger i Udtja Natura 2000-område. Sjön avvattnas av vattendraget Udtjajåkkå.

## Delavrinningsområde
Tjålmakjaure ingår i det delavrinningsområde (735546-165039) som SMHI kallar för Ovan 735707-164691. Medelhöjden är 562 meter över havet och ytan är 18,24 kvadratkilometer. Det finns inga avrinningsområden uppströms utan avrinningsområdet är högsta punkten. Udtjajåkkå som avvattnar avrinningsområdet har biflödesordning 3, vilket innebär att vattnet flödar genom totalt 3 vattendrag innan det når havet efter 222 kilometer. Avrinningsområdet består mestadels av skog (47 procent) och sankmarker (49 procent). Avrinningsområdet har 0,44 kvadratkilometer vattenytor vilket ger det en sjöprocent på 2,4 procent.